# Бэнем, Питер Рейнер
Питер Рейнер Бэнем (англ. Peter Reyner Banham, известный как Рейнер Бэнэм, 2 марта 1922 Норидж, Англия — 19 марта 1988, Лондон, Англия) — английский историк архитектуры, критик и публицист. Внёс существенный вклад в исследование архитектурного модернизма. Русскому читателю прежде всего известен как автор книги «Новый брутализм. Этика или эстетика?» (1966).

## Биография
Обучался в Институте искусства Курто в Лондоне; в 1958 году, там же, под научным руководством историка архитектуры Николауса Певзнера получил учёную степень доктора.
С 1952 по 1964 год входил в состав редколлегии журнала The Architectural Review, писал критические статьи об искусстве и архитектуре.
Являлся участником «Независимой группы» — исследовательского коллектива, состоящего из художников, фотографов, дизайнеров, архитекторов и критиков и занимающегося вопросами взаимодействия между искусством, наукой, технологией, дизайном и массовой культурой. Считается, что деятельность «Независимой группы» предшествовала поп-арту, который оформится в несколькими годами позднее в США.
С 1964 по 1976 год преподавал в Университетском колледже Лондона, затем переехал на постоянное место жительства в США, где занял должность главы Школы дизайна Университета Буффало. В 1980 году стал профессором кафедры истории искусства в Калифорнийском университете в Санта-Крузе.

## Новый брутализм
Бэнем вырабатывает новый подход к модернистской архитектуре, акцентирующий её техно-футуристический аспект в противовес формально-функциональному. Диссертация Бэнема, опубликованная в 1960 году под названием «Теория и дизайн первого машинного века», произвела революцию в этой сфере исследований. Рейнер Бэнем — первый теоретик нового брутализма, зародившегося в Британии как реакция архитекторов и художников на послевоенную социально-экономическую напряжённость. Эта ситуация стимулировала возврат к первоосновам, ответом на который стал интерес не к животному, а к «вещам-как-они-есть», выразившийся в использовании грубых материалов и обнажённых конструкций архитекторами Питером и Элисон Смитсон, художниками Эдуардо Паолоцци, Найджелом Хендерсоном, Уильямом Тернбуллом и др. Эти разнообразные практики вскоре назвали «новым брутализмом», имея в виду их связь с грубой (brute) эстетикой не только в версии Ле Корбюзье, который определял свою архитектуру этого периода как «Создание подвижных взаимосвязей из необработанных материалов» (главным образом из неотделанного бетона), но и в версии Дюбюффе, который размазывал фигуры по своим холстам подобно комьям грязи.
Своеобразный манифест брутализма — здание средней школы в Ханстентоне, Норфолк (1949—1954), спроектированное Смитсонами, характеризуется элементарной конструкцией и минимальной отделкой. Стальной каркас, кирпичные стены и сборные железобетонные плиты (использованные для полов и перекрытий) были оставлены голыми, так же как и проводка в классах и даже трубы в ванных комнатах. «Где бы в школе вы ни оказались, — писал Бэнем, — вы увидите обнажённые строительные материалы». В этой архитектуре он выделил три принципа: первый и второй — «формальная чёткость плана» и «ясная демонстрация структуры» — уже были модернистскими стандартами, а вот последний — «учёт свойств, присущих материалам в „готовом виде“» — отличался новизной, и весьма радикальной. Он превратил современную архитектуру в «Позитивное варварство», что стало своеобразной пощёчиной официальным стилям послевоенной Британии — неопалладианству и живописной архитектуре, которые поддерживались, соответственно, Рудольфом Виттковером и Николаусом Певзнером, двумя гуру тогдашней истории архитектуры. Для Смитсонов оба эти стиля были сентиментальным гуманизмом, камуфлировавшим суровые условия современной жизни.